# Landschaftsschutzgebiet Siek bei Wüsten-Kätchenort
Das Gebiet „Siek bei Wüsten-Kätchenort“ ist ein seit 2005 durch den Kreis Lippe als unterste Naturschutzbehörde ausgewiesenes Landschaftsschutzgebiet (LSG-Nummer 3818-0024) im Norden der lippischen Stadt Bad Salzuflen in Nordrhein-Westfalen in Deutschland.

## Lage
Das rund vier Hektar große Landschaftsschutzgebiet Siek bei Wüsten-Kätchenort gehört naturräumlich zum Lipper Bergland. Der Talbereich liegt am nordöstlichen Ortsrand des Bad Salzufler Ortsteils Wüsten und erstreckt sich nördlich der Pillenbrucher Straße sowie der Straßen Im Freien Feld und Kätchenort, zwischen der Alten Dorfstraße im Westen und der Hüttenstraße im Osten, auf einer Höhe zwischen rund 145 und 161 m ü. NHN.

## Beschreibung
Zum Schutzgebiet gehören der im Volksmund genannte „Hagen“ (von Hag und dem aus dem Mittelhochdeutschen Hain als „kleiner Wald“), ein Waldstreifen mit Bachlauf im westlichen Bereich (Kätchenort und Im Freien Feld) sowie Hecken und Wiesen im östlichen Bereich (Pillenbrucher Straße und Hüttenstraße).

## Schutzzweck
Wesentlicher Schutzzweck ist die „Erhaltung eines artenreichen Gehölzstreifens, eines vorwiegend feuchten Grünlands und eines Bachs mit temporärer Wasserführung als wertvollem Lebensraum für Wiesenvögel und Amphibien“.

## Fauna und Flora

### Flora
- Europäische Stechpalme, Baum des Jahres 2021 in Deutschland
- Rotbuche
- Stieleiche, auch Deutsche Eiche
- Schwarzer Holunder
- Sumpfdotterblume
- Vogelbeere, auch Eberesche
- Vogel-Kirsche
- Wiesen-Schaumkraut